# Hermacha purcelli
Espèce
Synonymes
- Damarchodes purcelli Simon, 1903

Hermacha purcelli est une espèce d'araignées mygalomorphes de la famille des Entypesidae.

## Distribution
Cette espèce est endémique du Cap-Occidental en Afrique du Sud. Elle se rencontre vers Stellenbosch.

## Description
La femelle juvénile holotype mesure 10 mm.

## Systématique et taxinomie
Cette espèce a été décrite sous le protonyme Damarchodes purcelli par Simon en 1903. Elle est placée dans le genre Hermacha par Raven en 1985.

## Étymologie
Cette espèce est nommée en l'honneur de William Frederick Purcell.

## Publication originale
- Simon, 1903 : Descriptions de quelques genres nouveaux de la famille Aviculariides. Bulletin de la Société Entomologique de France, vol. 1903, p. 42-44 (texte intégral).